# محمود ملماسی
محمود ملماسی شاعر و ادیب معاصر تبریزی بود که بیشتر دربارهٔ عرفان شعر می‌گفت. وی از نوادگان همام تبریزی بود

استاد محمود ملماسی

محمود ملماسی در سال ۱۲۹۶ شمسی در شهر تبریز متولد شد. تا سن ۵ سالگی خط و زبان فارسی را از پدرش آموخت. پدرش از اولین وکلای دادگستری بود. سپس نزد میرزا محسن آقا ادیب العلما ادبیات را آموخت. در نه سالگی گلستان سعدی و در سیزده سالگی کلیله و دمنه را به پایان رساند. از او دفتر شعری بر جای مانده. او آزرم تخلص می‌کرد. سرانجام در سال ۷۱ شمسی چشم از جهان فرو بسست و در مقبره الشعراء تبریز به خاک سپرده شد. آزرم از اعقاب همام تبریزی بود وی غیر از شعر به خوشنویسی و تذهیب کاری هم می‌پرداخت. همچنان او همسر خالهٔ مصطفی رزاق کریمی (کارگردان) بود.

## تولد
محمود ملماسی در سال ۱۲۹۶ درخانواده‌ای فرهیخته و هنرمند در شهر تبریز متولد شد.

## تحصیلات
وی تا سن پنج سالگی نوشتن و خواندن پاره‌ای از کلمات را از پدر خود فراگرفت و بعداً در محضر میرزا محسن آقا ادیب العلما مشغول آموختن شد و پس از مدتی، به دبستان رفت.

در نه سالگی گلستان سعدی و در سیزده سالگی کلیله و دمنه را به پایان رسانید و این علاقه به شعر سبب شد که او شاعری توانا شود.

## ازدواج
با صبیه آیت‌الله سید ابراهیم دروازه‌ای ازدواج کرد که حاصل آن پنج پسر (علاءالدین، رکن الدین، ضیاءالدین، فریدون و فرخ) و یک دختر بود.

## فوت
او در اول تیر ۱۳۷۰ دار فانی را وداع گفت و در مقبره الشعرای تبریز دفن گردید.

## آثار
از محمود ملماسی که به «آزرم تبریزی» تخلص می‌کرد، دفتر شعری بر جای مانده است.